# Thomandersia
Thomandersia é um género botânico pertencente à sua própria família Thomandersiaceae, anteriormente classificado nas famílias Acanthaceae e Schlegeliaceae.

## Sinonímia
- Scytanthus T.Anderson ex Benth.

## Espécies
- Thomandersia anachoreta Heine
- Thomandersia butayei De Wild.
- Thomandersia congolana De Wild. & T. Durand
- Thomandersia hensii De Wild. & T. Durand
- Thomandersia laurentii De Wild.
- Thomandersia laurifolia T. Anderson ex Benth.